# Pteromallosia albolineata
Pteromallosia albolineata – gatunek chrząszcza z rodziny kózkowatych (Cerambycidae). Jedyny przedstawiciel rodzaju Pteromallosia.

## Zasięg występowania
Występuje na obszarze od Albanii przez Turcję, Gruzję, Armenię, Azerbejdżan, Iran po Indie. Opublikowane w 2016 roku stwierdzenie z Libanu (okaz z kolekcji Uniwersytetu Amerykańskiego w Bejrucie bez podanego miejsca odłowu) uznawane jest za wątpliwe.

## Budowa ciała
Osiąga 15–21 mm długości ciała. Pokrywy zwężają się wyraźnie ku tyłowi. Przedplecze i scutellum pokryte złocistą lub srebrzystą szczecinką. Pokrywy czarne z podłużnymi, jasnymi smugami. 

## Biologia i ekologia

### Tryb życia i biotop
Spotykany na terenach otwartych stepach, murawach i polanach. Imago aktywne od maja do lipca.

### Odżywianie
Larwy żerują na roślinach z rodzajów przegorzan i karczoch.